# Арго, или Гребцы
«Арго, или Гребцы» — трагедия древнегреческого драматурга Эсхила (первая половина V века до н. э.), часть тетралогии, посвящённой мифу о походе аргонавтов за золотым руном. Её текст полностью утрачен за исключением одного короткого фрагмента.

## Сюжет и судьба пьесы
Точной информации о сюжете трагедии в сохранившихся источниках нет. Исследователи предполагают, что в этой пьесе рассказывалось самое начало истории аргонавтов: их корабль отплывал от берегов Фессалии в Колхиду за золотым руном. Герои во главе с Ясоном, собравшиеся на борту «Арго», по-видимому, составляли хор трагедии.
Эсхил написал в общей сложности четыре пьесы об аргонавтах, которые, по-видимому, составляли единый цикл. Кроме «Арго» сюда относятся трагедии «Гипсипила», «Лемнияне, или Лемниянки» и предполагаемая сатировская драма «Кабиры». Так как тексты утрачены практически полностью, исследователи не могут прийти к единому мнению о том, в каком порядке эти пьесы шли друг за другом. От «Арго, или Гребцов» сохранилась только одна строчка: «Где в Арго этот говорящий брус святой?». Речь здесь идёт о куске зевсова дуба из священной додонской рощи, который вделала в корму корабля богиня Афина.